# Suzuki GSX-R 600
Suzuki GSX-R 600 – japoński motocykl sportowy produkowany przez firmę Suzuki od 1992 roku.

## Dane techniczne/Osiągi
Silnik: R4
Pojemność silnika: 599 cm³
Moc maksymalna: 110 KM/13500 obr./min
Maksymalny moment obrotowy: 63 Nm/11500 obr./min
Prędkość maksymalna: 260 km/h
Przyspieszenie 0-100 km/h: 3,4 s
Przednia opona: 120/70 ZR 17 (roczniki od 1997 do 2000)
Tylna opona: 180/55 ZR 17 (roczniki od 1997 do 2000)